# Ангорська вовна
Анго́рська вовна, або анго́ра — дуже м'яка на дотик вовняна тканина з характерним ніжним ворсом, яку отримують з волосків ангорського кролика, який був так названий за свою довгу шерсть за аналогією з однойменною козою.
На початку XIX століття під ангорською шерстю частіше малася на увазі тканина, що отримується з вовни ангорської кози:.

Ангорська шерсть (франц. poil de chèvre, англ. Mohair). — надзвичайно густа, м'яка, як шовк, і блискуча вовна ангорської кози, здебільшого абсолютно білого, рідко чорного або сірого кольору, волосся якої сягає 12-15 і навіть 30 см завдовжки; вона дає чудовий матеріал для виготовлення різних матерій, як то: плюшу, камлоту, саржі, йде також на напівшовкові матерії, на шалі й частково привозиться до Європи у вигляді пряжі.

Нині при згадці про ангорську овечу вовну в основному йдеться про мохер, однак плутанина з назвою виникає досі.
Найкраща ангорська шерсть виробляється у Франції, Італії та Японії; використовується в трикотажному виробництві (головним чином, светри та дитячий одяг) як самостійно, так і в суміші з іншими видами вовни для підвищення міцності.
Шкіри левантинських і перських ангорських кіз також називають «ангорськими».